# Mount Tomlinson
Mount Tomlinson är ett berg i Antarktis. Det ligger i Östantarktis. Australien gör anspråk på området. Toppen på Mount Tomlinson är 656 meter över havet.
Terrängen runt Mount Tomlinson är platt åt sydost, men åt nordväst är den kuperad. Trakten är obefolkad. Det finns inga samhällen i närheten.